# Драганиця
Драга́ниця (болг. Драганица) — село в Монтанській області Болгарії. Входить до складу общини Виршець.

## Населення
За даними перепису населення 2011 року у селі проживали 273 особи, усі — болгари.
Розподіл населення за віком у 2011 році:
Динаміка населення: